# Municipio de Pleasant View (Illinois)
El municipio de Pleasant View (en inglés, Pleasant View Township) es un municipio del condado de Macon, Illinois, Estados Unidos. Tiene una población estimada, a mediados de 2023, de 1366 habitantes.

## Geografía
Está ubicado en las coordenadas 39°41′30″N 89°4′59″O / 39.69167, -89.08306. Según la Oficina del Censo, tiene una superficie de 79.2 km², correspondientes en su totalidad a tierra firme.

## Demografía
Según el censo de 2020, en ese momento había 1411 personas residiendo en la zona. La densidad de población era de 17.8 hab./km². El 93.05 % de los habitantes eran blancos, el 0.78 % eran afroamericanos, el 0.57 % eran amerindios, el 0.07 % era isleño del Pacífico, el 0.71 % eran de otras razas y el 4.82 % eran de una mezcla de razas. Del total de la población, el 1.98 % eran hispanos o latinos de cualquier raza.